# Rudolf Schwarzkogler
Rudolf Schwarzkogler (ur. 13 listopada 1940 w Wiedniu, zm. 20 czerwca 1969 tamże) – austriacki artysta konceptualny, członek ruchu Wiedeńskich Akcjonistów.

## Życiorys
Był synem lekarza i kosmetyczki. Jego ojciec, który w wyniku II wojny światowej stracił obydwie nogi, popełnił samobójstwo w 1943 roku. W latach 1957–61 Rudolf Schwarzkogler uczył się w Höhere Graphische Bundes-Lehr- und Versuchsanstalt w Wiedniu. Następnie zapisał się do Uniwersytetu Sztuki Stosowanej tamże, którego nie ukończył. W latach 1962–63 odbywał służbę wojskową.
Rudolf Schwarzkogler zmarł śmiercią samobójczą. Wyskoczył z okna swojego apartamentu w Wiedniu.

## Twórczość
Na początku lat 60. Schwarzkogler eksperymentował malarstwem. Z czasem zastąpił tradycyjne barwniki wydzielinami ludzkiego ciała takimi jak krew czy uryna. W połowie dekady zwrócił się w stronę sztuki konceptualnej. W 1964 roku był jednym z inicjatorów ruchu Wiedeńskiego Akcjonizmu. Zarówno obiektem sztuki, miejscem jej uprawiania jak i efektem jej działań było ludzkie ciało. Szczególnie grupa zasłynęła ze swych obscenicznych happeningów. Ideologicznie, artyści działali w kontrze do ówczesnego konserwatywnego austriackiego społeczeństwa, które nie przepracowało traumy z czasów niemieckiej okupacji (1938-1945). Tym samym ich działania przybierały postać rytuału, mającego pomóc społeczeństwu oczyścić się z nabytych traum.
Schwarzkogler jest znany ze swych "akcji", performance'ów ukazujących śmierć i zniszczenie. Łącznie wykonał ich sześć, wszystkie utrzymane w estetyce horroru. Co ciekawe, artysta wykonywał performance bez udziału publiczności, przez co nabierały charakteru rytuału. Jedyną po nich pozostałością są dokumentujące je fotografie, np. martwych zwierząt. Często poruszał motywy medyczne i psychologiczne. W serii 68 fotografii pt. 3rd Aktion' (1965) przedstawił siebie jako mężczyznę skrępowanego bandażami, tarzającego się w kałuży krwi. Wydaje się, jakoby poddawany był on operacji, ale leczenie tylko pogłębia jego cierpienie. Mężczyzna sprawia wrażenie martwego lub umierającego, bandaże są przesączone krwią i brudne, wydają się go dusić. W 6th Aktion (1966) pozoruje kastrację, co przyszłości interpretowano błędnie jako wypadek, który spowodował jego śmierć. Australijski krytyk sztuki Robert Hughes nazwał go Vincentem Van Goghiem Body Artu, porównując pozorowaną kastrację do obcięcia ucha przez holenderskiego malarza. Schwarzkogler uprawiał ponadto montaż i rysunek. Oprócz fotografii dokumentujących akcje, żadne jego prace się nie zachowały.
Ponieważ za życia stronił od publiczności, artysta zyskał sobie szersze uznanie dopiero po śmierci, kiedy to jego prace pokazywali jego byli przyjaciele z ruchu Wiedeńskich Akcjonistów. Z czasem jego dzieła pokazano na najważniejszych światowych festiwalach, takich jak Biennale w Wenecji czy Lyonie. Fotografie dokumentujące jego performance prezentowano m.in. w Museum of Modern Art w Nowym Jorku
, Centre Georges Pompidou w Paryżu, wiedeńskich Museum Moderner Kunst Stiftung Ludwig Wien i Österreichische Galerie Belvedere czy Neue Galerie w Graz. Jego pierwsza wystawa monograficzna miała miejsce w 1976 roku w Krinzinger Gallery w Innsbrucku.